# A Fülöp-szigetek világörökségi helyszínei
A Fülöp-szigetek területéről eddig hat helyszín került fel a világörökségi listára, tizenkilenc helyszín a javaslati listán várakozik a felvételre. .
| | Tubbataha-zátony Természeti Park |
| Felvétel: 1993, kiterjesztés: 2009 |                                  |
| Természeti (VII)(IX)(X) |                                  |
| Hivatkozás: 653, védett terület: 96 828 ha |                                  |
| Palawan szigetének déli partjaitól mintegy 180 kilométerre helyezkedik el a Tubbataha-zátony Természeti Park, amelynek központi területe két gyűrű alakú atollból áll, köztük egy 8 kilométer széles csatornával. A Sulu-tenger közepén található nemzeti parkhoz 2009-ben hozzáadták a környező védett területeket is, ezzel nagyságát a háromszorosára növelték. A nehezen megközelíthető szigetek szinte zavartalan élőhelyet kínálnak a változatos állatvilágnak, magasságuk alig egy méter a tengerszint felett. Az itt élő állatok közül ritkaságnak számít a cserepesteknős, különböző fecske- és szulafajok, és több mint 40-féle korall. A Déli-sziget partjainál eddig 40 nemzetséghez tartozó 380 halfajt azonosítottak. Mindkét sziget egy-egy homokos lagúnát zár körbe amelyek ideális fészkelő helyei a tengeri madaraknak. A madarak közül eddig 46 fajt figyeltek meg. A szigeteken nincs állandó település a halászati idényben azonban ideiglenes szállásokat hoznak létre. |                                  |

| | A Fülöp-szigetek barokk templomai |
| Felvétel: 1993, kisebb módosítás: 2013 |                                   |
| Kulturális (II)(IV) |                                   |
| Hivatkozás: 677 |                                   |
| A Fülöp-szigetek barokk templomai közül négy szerepel a világörökségi listán, az 1571-ben alapított San Agustin–templom Manilában, a La Nuestra señora de la Asuñción-templom Luzon szigetén, (1765), a Santo Tomás de Villanueva-templom Miagaóban (1797) és a San Augustin-templom szintén Luzon szigetén. A manilai épület az ország legrégibb kőből épült temploma. A Nostra Señora de la Asuñción-templom a hagyományokkal ellentétben nem a főtéren áll, hanem egy hegyre épült erődtemplom, amit fallal vettek körül. A Santo Tomás-templom kívülről gazdagon díszített, a Luzón szigeteki San Augustin-templom külön harangtoronnyal rendelkezik. A templomokon nyomon követhető a nyugati díszítőelemek átalakított helyi változatának alkalmazása, amelynek egy példája a Santo Tomás-templom homlokzata, ahol a gyermek Jézust vivő Szent Kristófot ősi népviseletben ábrázolták miközben egy kókuszpálmában kapaszkodik. A Fülöp-szigetek a régió egyetlen katolikus országa, és a buddhista vagy iszlám környezetben a hittérítők a templomokat is felhasználták, hogy az egyház erejét hirdessék |                                   |

| | A Fülöp-szigeteki Kordillerák rizsteraszai |
| Felvétel: 1995 |                                            |
| Kulturális (III)(IV)(V) |                                            |
| Hivatkozás: 722 |                                            |
| A Fülöp-szigeteki Kordillerák rizsteraszain már kétezer éve folyik rizstermesztés. A világörökségi helyszínhez öt térség tartozik Luzón szigetén. A nehéz terepviszonyoknak köszönhetően az őslakosok sikeresen álltak ellen a hódítóknak és gyakorlatilag a rizsteraszok jelentik az egyetlen olyan nemzeti örökséget amire nem hatott a gyarmatosító kultúrák befolyása. Mind az öt terület a Banaue-völgyben fekszik 700 és 1500 méteres tengerszint feletti magasság között. A meredek lejtőkön kézi munkával alakították ki a teraszokat, építésük nagy odafigyelést és precizitást igényelt. A teraszokat terméskőből álló falak választják el egymástól, amelyek követik a terep természetes vonalát. Az egymás alatt lévő teraszokra akadálytalanul folyik a víz, így egyenletesen árasztja el az egész ültetvényt. A vízellátás biztosítására bonyolult vízelvezető rendszert építettek ki, ez gátakból, zsilipekből, csatornákból és bambuszból készített vízvezetékekből áll. A vízvezeték rendszer juttatja fel a vizet a legmagasabb pontra, ahonnan az árasztás történik. A teraszok művelésének technikája írásos feljegyzések nélkül szóban öröklődött át a következő generáció részére. |                                            |

| | Puerto-Princesa Föld Alatti Folyó Nemzeti Park |
| Felvétel: 1999 |                                                |
| Természeti (VII)(X) |                                                |
| Hivatkozás: 652, védett terület: 22 202 ha |                                                |
| A nemzeti park a Palawan sziget fővárosától, Puerto Princesától 80 kilométerre északra helyezkedik el, legfőbb nevezetessége a földalatti folyórendszer, a világ legnagyobb földalatti hajózható folyójával. A 8,2 kilométer hosszú földalatti folyórendszer 4 kilométeres szakasza hajózható. A földfelszíni szakasz nélkül közvetlenül ömlik a tengerbe, ezért ki van téve az árapály hatásának. Az idők során a folyó egy hatalmas barlangrendszert alakított ki, a barlangok magassága elérheti a 60, szélessége a 120 métert. A lekerekített formákat mutató mészkő hegylánc észak-déli irányba húzódik, a barlangokban különleges formájú sztalagmit és sztalaktit kőalakzatok találhatók. A barlangrendszer egy hatalmas grottában ér véget. A földfelszíni táj szinte zavartalanul őrizte meg korábbi biológiai sokféleségét. Itt található Ázsia egyik legjelentősebb erdősége, valamint a hegyvidéktől a tengerig húzódó változatos ökoszisztémák. |                                                |

| | Vigan történelmi városa |
| Felvétel: 1999 |                         |
| Kulturális (II)(IV) |                         |
| Hivatkozás: 502 |                         |
| A Fülöp-szigetek északnyugati részén fekvő 1574-ben alapított település a spanyol gyarmatbirodalom egyik legszebb fennmaradt városa Ázsiában. Bár jelentősége mindig is kisebb volt mint Maniláé hamar kereskedelmi központtá fejlődött. Főleg Kínával, de Mexikón keresztül Európával is kereskedtek. Építészete a spanyol gyarmati városi stílus egyik kiemelkedő példája, amelyet európai, fülöp-szigeteki és kínai hatások is értek. Ennek következtében egy jellegzetes stílusú és összképű város jött létre. Épületei szinte eredeti állapotban maradtak fenn, a településen kevés átépítés történt és komolyabb háborús károkat sem szenvedett. Szerkezete sakktáblára hasonlít, ami jellemző volt a spanyol gyarmatvárosokra. Jellegzetes épületei a tömör téglafalú uradalmi házak és a padlólapokkal burkolt udvarok. A legjobb állapotban megmaradt gyarmati épületeken erőteljes kínai hatás ismerhető fel. A település legfontosabb épületei a Plaza Salcedo-tér körül állnak, köztük a 18. századi érseki rezidencia és a szintén 18. századi Szent Pál-székesegyház.A 16. és a 19. század között a város kikötőjében tengerjáró hajókat is fogadni tudtak. Jelenleg a folyók már nem hajózhatók az iszaplerakódások miatt és a város korábbi szigetjellege is megszűnt. |                         |

| | Mount Hamiguitan Bioszféra Rezervátum |
| Felvétel: 2014 |                                       |
| Természeti (X) |                                       |
| Hivatkozás: 1403, védett terület: 16 923 ha, pufferzóna: 9 729,77 ha |                                       |
| A vadrezervátum egy 17000 hektáros területet foglal el Mindanao sziget délkeleti részén, tengerszint feletti magassága 75 és 1637 méter között váltakozik. A területen különböző magassági sávokban változatos talaj- és éghajlati viszonyok melletti életközösségek alakultak ki, nagyszámú csak a Fülöp-szigeteken megtalálható fajjal, köztük kritikusan veszélyeztetett növényfajokkal és az ikonikus Fülöp-szigeteki sassal. Félreeső fekvésének köszönhetően élővilága változatos és a kutatók szerint a területen valószínűleg még újabb endemikus fajokat fognak felfedezni. Eddig 1380 fajt azonosítottak, ebből 341 csak a Fülöp-szigeteken él. A vadrezervátum öt különböző élettérre osztható fel. Az alacsonyan fekvő területeken 246 növényfajt figyeltek meg. 420 és 940 méter között magas fák nőnek 418 növény és 146 állatfajjal, a magasabb részekre a hegyi ökoszisztéma jellemző 105 állatfajjal, a negyedik sávra mohával borított erdő, míg a legmagasabban fekvő területet kisméretű fákból álló úgynevezett bonsai-erdő borítja. |                                       |